# Stephanie Corneliussen
Stephanie Corneliussen, född 28 april 1987 i Köpenhamn, är en dansk skådespelerska och fotomodell. Hon är mest känd för sin roll som Joanna Wellick i TV-serien Mr. Robot.

## Bakgrund
Stephanie Corneliussen gick under sin skoltid på Johannesskolen i Frederiksberg, samtidigt som hon hade balettstudier. Hon har även tagit examen inom grafisk design.
Corneliussen flyttade som tjugoåring år 2007 till Storbritannien för att studera. År 2011
flyttade hon till Los Angeles.

## Karriär
Corneliussen har både varit på omslaget och i artiklar i flera tidningar, såsom GQ, Vanity Fair, Treats!, Vs., Playboy och Vogue. Hon har också varit med i reklamkampanjer och reklamfilmer för märken som Bebe, Armani, Dasani, Lexus och Nikon. Sedan år 2016 är Corneliussen även representerad av PCM International.
Corneliussen har haft gästframträdanden i TV-serier som Royal Pains, Bad Judge och The Exes. Den 30 juli 2012 syntes hon i musikvideon till låten "She's So Mean", framförd av det amerikanska rockbandet Matchbox Twenty.
Corneliussen spelade under säsong två av antologiskräckserien American Horror Story rollen som "White Nun". År 2013 medverkade hon i filmen Hansel & Gretel: Witch Hunters, och året därefter spelade hon rollen som Tatiana i den Emmy Award-nominerade TV-filmen Hello Ladies.
År 2015 fick Corneliussen rollen som den återkommande karaktären Joanna Wellick i USA Network-serien Mr. Robot. I september samma år tillkännagavs att hon hade fått rollen som DC Comics-karaktären Valentina Vostok i The CW-serien Legends of Tomorrow.
År 2018 blev Corneliussen rollsatt som mysteriekvinna i TV-serien Deception. Året därefter syntes hon i rollen som Gabrielle Haller i TV-serien Legion.

## Privatliv
Corneliussen identifierar sig som bisexuell. Hon är förespråkare för djurrättigheter, samt är vegan sedan år 2013.

## Filmografi (i urval)

### Filmer
- 2013 – Hansel & Gretel: Witch Hunters
- 2022 – The Invitation

### TV-serier
- 2014 – Royal Pains (TV-serie)
- 2015 – Bad Judge (TV-serie)
- 2015 – The Exes (TV-serie)
- 2015–2017 – Mr. Robot (TV-serie)
- 2016 – Legends of Tomorrow (TV-serie)
- 2018 – Deception (TV-serie)
- 2019 – Legion (TV-serie)